# Helen Clark
Helen Elizabeth Clark (Waikato, 26 febbraio 1950) è una politica neozelandese, 37º Primo ministro della Nuova Zelanda dal 1999 al 2008.
Laureata in Scienze Politiche all'Università di Auckland, è stata la seconda donna in Nuova Zelanda a rivestire la carica di primo ministro, rimanendo in carica dal dicembre del 1999 al novembre del 2008, a seguito della sconfitta alle elezioni del 2008.
Nel 2007 la rivista Forbes la classificava come la 38a donna più potente del mondo.
Dal 2008 al 2017 è stata Amministratrice del Programma delle Nazioni Unite per lo sviluppo.